# Ostanatolien

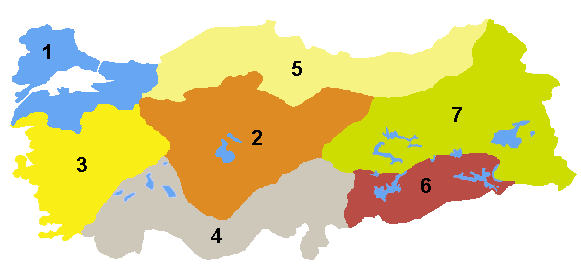
Lage der Region Ostanatolien in der Türkei (1. Marmararegion, 2. Zentralanatolien, 3. Ägäisregion, 4. Mittelmeerregion, 5. Schwarzmeerregion, 6. Südostanatolien, 7. Ostanatolien)

Ostanatolien (türkisch Doğu Anadolu) ist flächenmäßig das größte und bevölkerungsmäßig das kleinste der sieben geographischen Gebiete der Türkei. Mit einer Fläche von 163.000 km² stellt die Region etwa 20,9 Prozent des türkischen Staatsterritoriums dar. Die offizielle Bezeichnung ist Doğu Anadolu Bölgesi („Ostanatolien-Gebiet“).
Diese Region existiert offiziell seit dem Ersten Türkischen Geographenkongress von 1941 in Ankara und ist geographisch in vier Teilregionen bzw. Gebiete geteilt.

## Einteilung

### Geographisch
Die geographische Einteilung:
- Anatolien
  - Ostanatolien
    - Erzurum-Kars Bölümü – Bereich Erzurum-Kars
    - Yukarı Fırat bölümü – Bereich oberer Euphrat
    - Yukarı Murat-Van Bölümü – Bereich oberer Murat-Van
    - Hakkari Bölümü – Bereich Hakkari

### Politisch
Die Türkei ist politisch in 81 Provinzen gegliedert. Die Region Ostanatolien umfasst die folgenden Provinzen:
| - Ağrı - Ardahan zum Teil - Artvin zum Teil - Bingöl | - Bayburt zum Teil - Bitlis - Elazığ - Erzincan | - Erzurum - Hakkari - Iğdır - Kars | - Malatya - Muş - Tunceli - Van |

## Klima
| Klimadaten Ostanatoliens        | Zahlen   |
| ------------------------------- | -------- |
| Durchschnittliche Temperatur    | 9,7 °C   |
| Höchsttemperatur                | 44,4 °C  |
| Tiefsttemperatur                | −45,6 °C |
| Durchschnittliche Feuchtigkeit  | 60,9 mg  |
| Durchschnittlicher Niederschlag | 569,0 mm |

## Geographie
Ostanatolien grenzt an die Schwarzmeerregion, an Zentralanatolien, an die Mittelmeerregion, an Südostanatolien sowie an Georgien, Armenien, Nachitschewan/Aserbaidschan, Iran und den Irak. Die durchschnittliche Höhe beträgt etwa 2000 m. Die höchsten Berge der Türkei liegen in dieser Region, wie z. B. der Ararat mit 5137 m, der Uludoruk in den Cilobergen mit 4135 m und der Süphan Dağı mit 4058 m.

## Bevölkerung
Die Bevölkerung Ostanatoliens ist mehrheitlich kurdisch geprägt. Unter anderem leben hier auch Türken sowie Armenier, bilden jedoch die Minderheit.
Laut der Volkszählung im Jahr 2000 beträgt die Bevölkerungszahl 6.137.414 und die Einwohnerdichte 37,7 Einw./km² (TR-landesweit: 88,25 Einw./km²). 53,05 % (3.255.896) der Bevölkerung leben in Städten und 46,95 % (2.881.518) auf dem Land. Das jährliche Bevölkerungswachstum beträgt 1,375 %.

## Sehenswürdigkeiten und Landschaften
Ağrı:

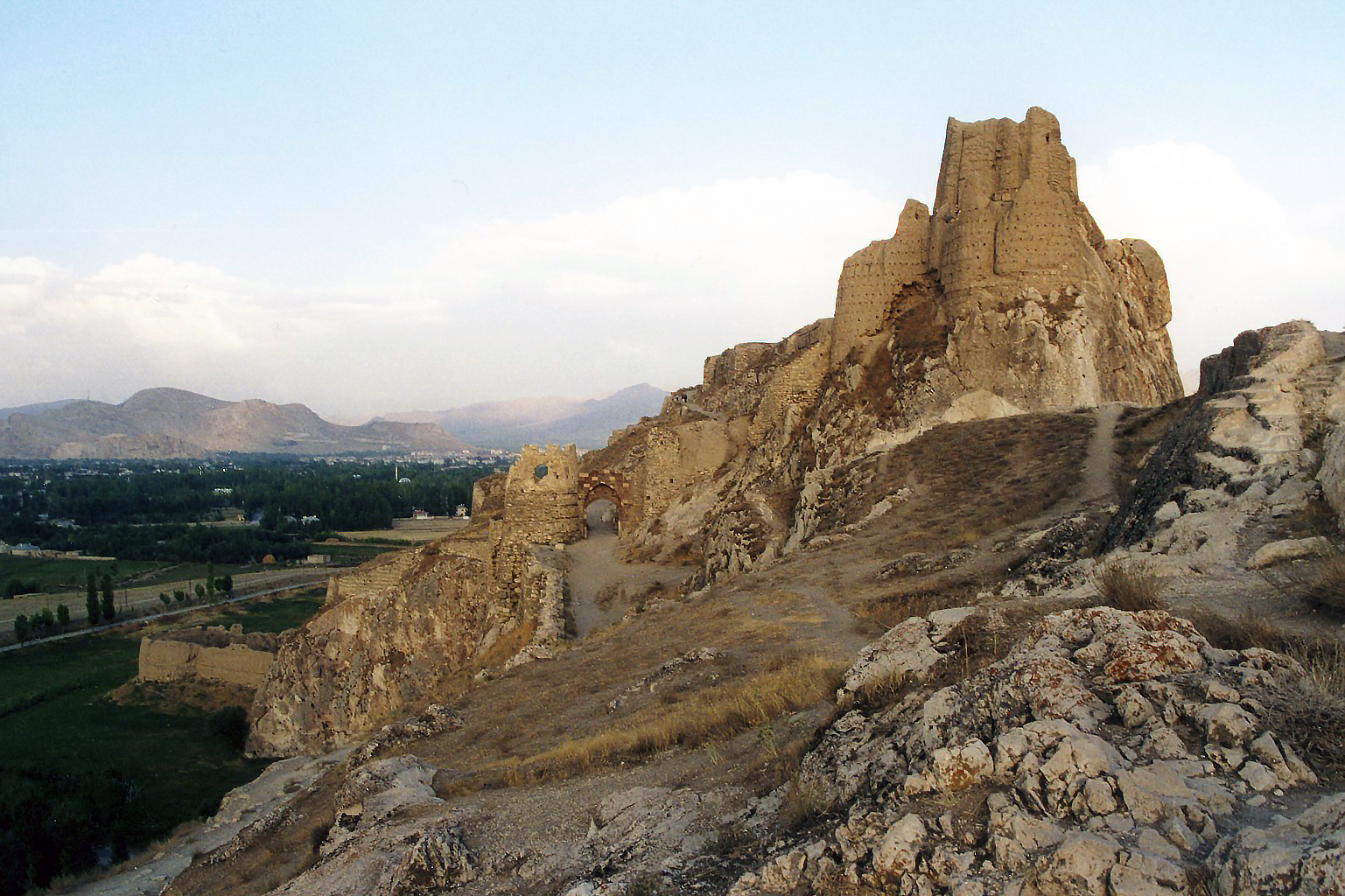
Van Kalesi, die Burg von Van

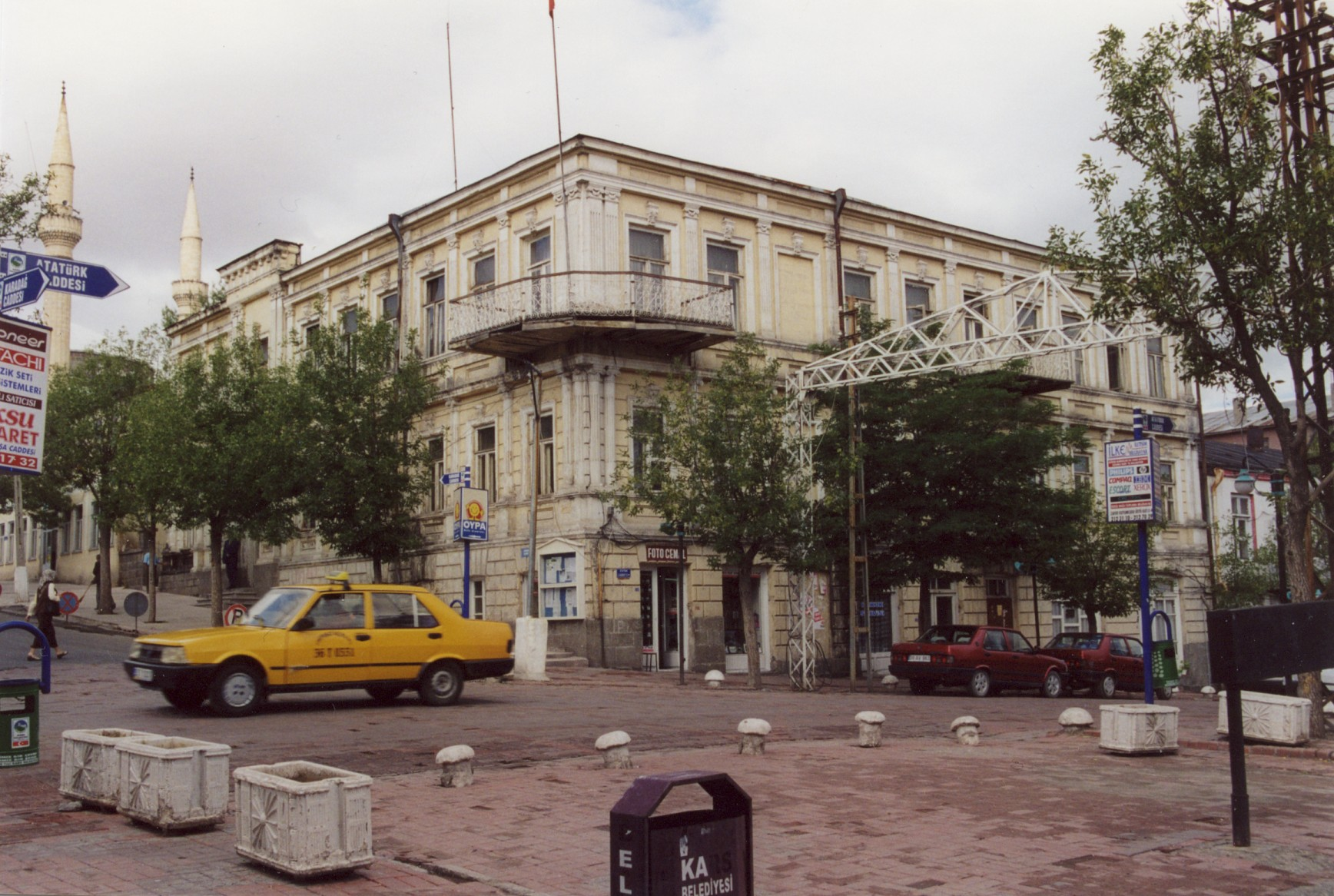
Russische Architektur in Kars

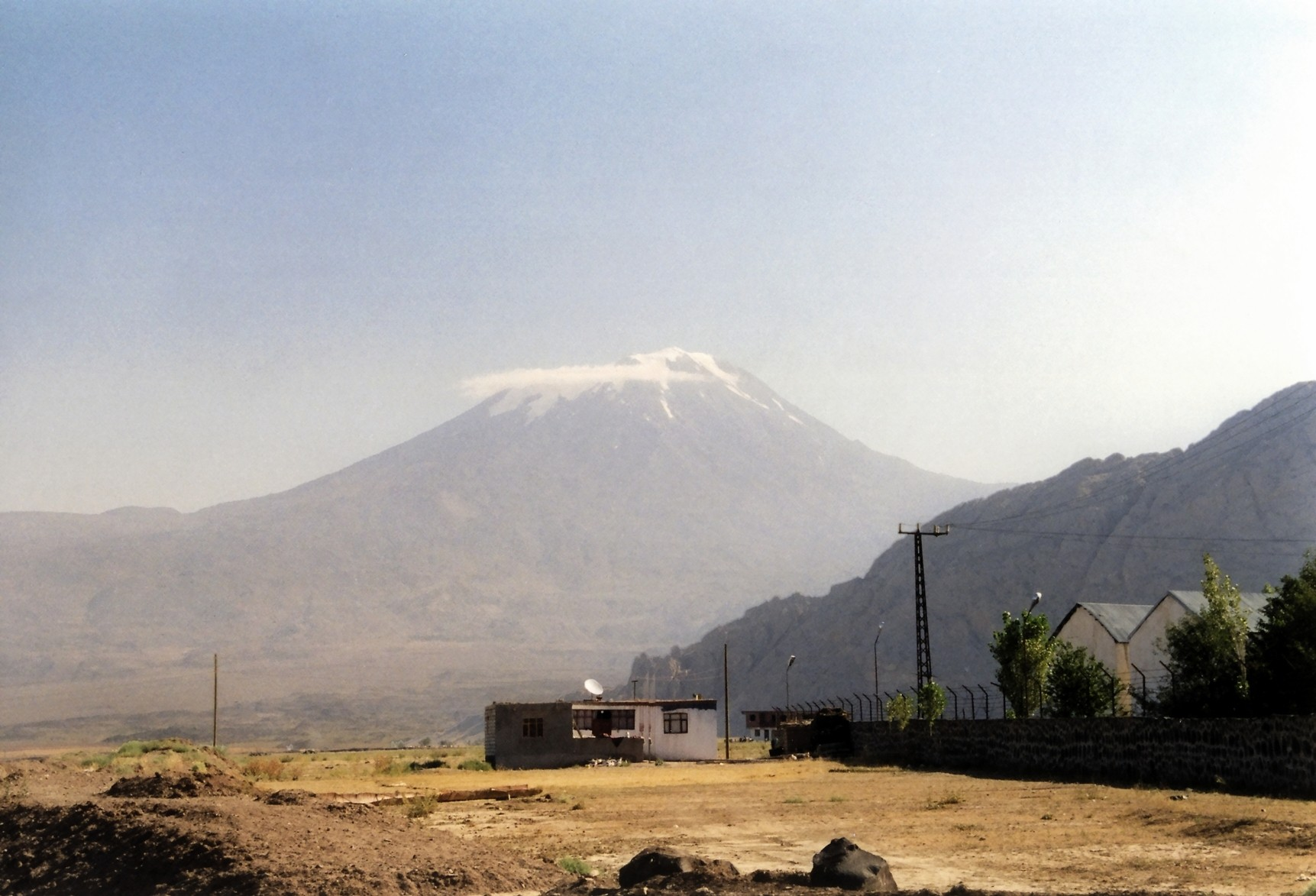
Der Ararat (Ağrı Dağı)

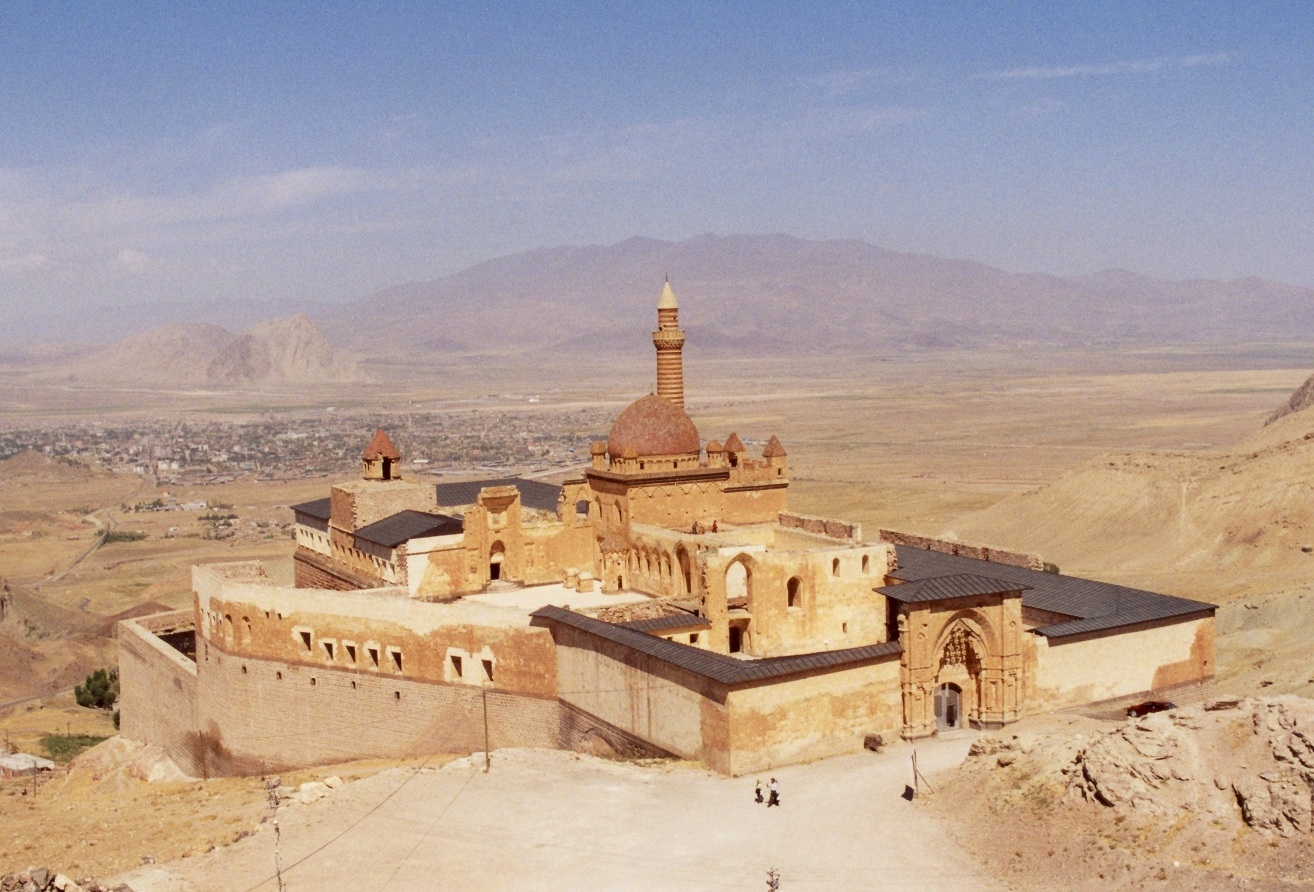
Ishak-Pascha-Palast

Ağrı liegt mit 1640 m über dem Meeresspiegel an der Transitstraße nach Iran. Der Legende nach sollen sich Überreste der Arche Noah noch heute auf dem im Ararathochland gelegenen 5137 m hohen Berg Ağrı (Ararat) befinden, der darum immer wieder Abenteurer anzieht.
Das prächtigste Bauwerk Ostanatoliens, der Ishak-Pascha-Palast, befindet sich nahe der Stadt Doğubeyazıt. Gegenüber dem Palast befindet sich eine von Urartäern errichtete Festung. Die eigentliche Festung wurde 1380 vom Prinz Beyazıt errichtet und hat von ihm ihren Namen erhalten. Im Bezirk Diyadin befinden sich Thermalbäder, die als das 'Pamukkale Ostanatoliens' bezeichnet werden.
Bingöl:
Die Stadt und die Provinz Bingöl (türkisch „Tausend Seen“) wurden nach einem Gletschersee in diesem Gebiet benannt. Im Nordteil der Provinz existieren viele Berg- bzw. Gletscherseen, die aus der Eisschmelze hervorgegangen sind. Bingöl-Yolçatı ist ein beliebter Skiort. Mehrere Thermalquellen und -bäder gibt es in der Provinz. Die meisten Gebäude der Stadt sind Neubauten, da sie bei der Erdbebenkatastrophe im Jahre 1971 zerstört wurde.
Bitlis:
Die in einer Hochebene liegende Provinz Bitlis ist eines der bedeutenden Anbaugebiete von Tabak in der Türkei. Am Ufer des Vansees liegt Ahlat, ein altes Kultur- und Kunstzentrum aus dem Mittelalter. Der seldschukische Friedhof in Ahlat zählt zu den großen Kunstwundern der damaligen Welt. Das malerisch anzusehende Tatvan dagegen liegt im Westen des Vansees und hat einen vor Winden gut geschützten Hafen.
Erzincan:
Die historischen Sehenswürdigkeiten der Stadt Erzincan wurden 1939 durch ein Erdbeben zerstört. Die urartäische Siedlung Altıntepe aus dem ersten vorchristlichen Jahrtausend liegt wenige Kilometer östlich von Erzincan. In Tercan sind das Grabmal Mama Hatun-Kümbeti und die Karawanserei Mama Hatun Hanı aus dem 13. Jahrhundert zu sehen.  Kemah besitzt eine Festung. Neben den Obstgärten und Weinbergen erlangte auch die Kupferverarbeitungskunst regionale Beliebtheit. Die Traubensorte Karaparmak wird in dieser Provinz angebaut, die im Norden und Süden von Bergketten umgeben ist.
Hakkâri:
Hakkari bildet die gebirgigste Provinz der Türkei, wo Eigenschaften der „vier Jahreszeiten auf einmal“ zu sehen sind. Viele Berge in dieser Provinz sind das ganze Jahr über mit Schnee/Eis bedeckt, so dass auch mehrere Gletscherseen vorhanden sind. Die „Cilo-Sat-Berge“ und das „Zap-Tal“ ermöglichen einen schönen Panoramablick und werden von Bergsteigern besucht. Die im 15. Jahrhundert erbaute „Melikesat-Medresse“ im Zentrum von Hakkari ist das bedeutendste historische Bauwerk der Stadt.
Malatya:
Die Provinz liegt in einer fruchtbaren Ebene, wo seit Jahrhunderten verschiedene Obstsorten gezüchtet werden. Die Aprikosen von Malatya haben in der Türkei einen hohen Bekanntheitsgrad. In der nach dem Volkshelden Battal Gazi benannten Stadt Battalgazi befindet sich heute noch eine historische Stadtanlage. Der römische Kaiser Titus ließ die Festung der Stadt im 1. Jahrhundert n. Chr. errichten. Sie wurde jedoch im 12. Jahrhundert von den Seldschuken gründlich restauriert. Ein weiteres Bauwerk aus seldschuk-türkischer Zeit ist die Battalgazi Ulu-Camii, die einzige Moschee in Anatolien, deren Plan auf einer Säulenhalle beruht. Zwischen Battalgazi und Malatya befindet sich die archäologische Ausgrabungsstätte Arslantepe (türkisch „Löwenhügel“).
Muş:
Die Provinz Muş gehört sowohl hinsichtlich ihrer wirtschaftlichen Stellung als auch ihrer Naturschönheiten zu den interessanten Gebieten der Türkei. Sie nimmt einen wichtigen Platz in der Geschichte der Türken ein. In Malazgirt gewannen die Türken in der Schlacht von Manzikert und „manifestierten“ ihre Existenz in Anatolien. Die Sehenswürdigkeiten der Stadt sind die Festung von Muş, das Kloster von Surp Karabet (Çengel-Kirche), die Große Moschee (Ulu Camii), die Moscheen von Haci Seref und Alaeddin Bey und die Karawanserei von Aslanlı. Immer wieder kam es in Muş zu Auseinandersetzungen zwischen Sunniten und Aleviten. Die Sunniten stellen in Muş mit mehr als 80 % die größte Religionsgruppe vor den Aleviten (ca. 12 %). Daneben gibt es noch einige jesidische Dörfer im Osten der Provinz.
Tunceli:
Die Landschaft dieser Provinz besitzt eine unberührte reiche Flora und Fauna. Im Munzur-Tal-Park befinden sich viele der weltweit vom Aussterben bedrohten Hänge-Birken. Die Geschichte von Tunceli geht bis auf die Hethiter zurück. Bauwerke, Festungen, Monumente, Moscheen und Säulen aus assyrischer, seldschukischer und osmanischer Zeit sind bis heute erhalten geblieben. Die Stadt ist für ihre mehrheitlich kurdische Bevölkerung, die die Provinz „Dersim“ nennen, mit Naturfarben gefärbten Kelime sowie die Kaugummis aus Distelwurzeln bekannt.
Van:
Die Stadt Van liegt am südöstlichen Ufer des Vansees (Van Gölü), des größten Sees der Türkei. Die Stadt mit ihrem alten Namen „Tušpa“ (sprich Tuschpa) war um 1000 v. Chr. die Hauptstadt des Urartu-Reiches. Im 9. Jahrhundert v. Chr. ließ der König Sarduri I. die „Festung von Van“ errichten, welche 1800 m lang und 120 m breit ist und sich 80 m über dem Wasserspiegel des Vansee befindet.
Besonders bekannt ist die Stadt auch für ihre naturfarbenen Kelime, das ausgeprägte Silberhandwerk, die Vankatzen mit ihren verschiedenfarbigen Augen sowie den großen See, welcher sich 1720 m über dem Meeresspiegel befindet. Die florenreichste Insel ist der Akdamar.